# 정우택 (1889년)
정우택(鄭禹澤, 1889년~?)은 대한제국과 일제강점기의 언론인이다.
본적지는 서울이다. 1906년에 《대한매일신보》의 통신원이 되어 언론계에 입문했다. 이때부터 수재민이나 일본 유학생을 위한 의연금을 모으는 등 사회 활동에 적극 나섰다. 1907년에는 국채보상연설회를 개최하여 연설을 하고, 의연금을 모금하기도 했다.
한일 병합 조약 체결 후인 1912년에 조선총독부 기관지 《매일신보》의 사회부 기자가 되었다. 1921년부터 사회과장, 사회부장으로 승진해 재직했고, 1923년까지는 편집인 겸 발행인도 겸했다. 정우택이 매일신보 편집인 및 발행인을 지내는 동안, 매일신보는 사설을 통하여 일선융화를 강조하거나 일본 천황의 생일을 축하하고 총독정치를 찬양하는 등 총독부의 시책을 충실히 선전하는 역할을 맡았다.
1921년에 조선인 기자들이 창립한 범언론인 단체인 무명회에서 초대 상임간사로 선출되기도 했다. 1925년에 《동아일보》로 옮겨 1932년까지 정리부장 직을 맡았다.
2007년 대한민국 친일반민족행위진상규명위원회가 확정한 친일반민족행위 195인 명단과 2008년 발표된 민족문제연구소의 친일인명사전 수록예정자 명단 중 언론 부문에 선정되었다.

## 같이 보기
- 매일신보

## 참고 문헌
- 친일반민족행위진상규명위원회 (2007년 12월). 〈정우택〉 (PDF). 《2007년도 조사보고서 II - 친일반민족행위결정이유서》. 서울. 1855~1869쪽쪽. 발간등록번호 11-1560010-0000002-10.[깨진 링크(과거 내용 찾기)]